# Barbie Ferreira
Barbara Seppe Ferreira (Queens, 14 de dezembro de 1996) é uma atriz e modelo estaduniense, de origem brasileira. Ela é mais conhecida por interpretar Kat Hernandez na série de televisão Euphoria da HBO.

## Vida
Ferreira nasceu no bairro de Queens em Nova York e depois se mudou para Maywood, Nova Jersey. Ela frequentou a Hackensack High School. Ela é de origem brasileira e foi criada por sua mãe, tia e avó. Sua mãe trabalha como chef.

## Carreira

### Modelo
Ferreira começou sua carreira quando adolescente, enviando fotos para integrar o elenco de um trabalho publicitário da American Apparel. Desde então, ela foi modelo para marcas como Aerie, Adidas, Asos, Forever 21, H&M, Missguided e Target. Fotos não recuperadas e uma entrevista em vídeo da campanha Aerie de Ferriera se tornaram virais em 2016. No final daquele ano, a Time a nomeou entre seus "30 adolescentes mais influentes" em 2016.

### Diretora
Ferreira dirigiu o videoclipe de "So Cool", de Dounia. O vídeo, lançado em março de 2018, foi filmado naquele inverno em Connecticut.

### Atriz
Ferreira estrelou a série How to Behave de 10 episódios da Vice, sobre etiqueta. Por isso, ganhou um Webby Award de Melhor Personalidade/Apresentadora da Web. Ela também estrelou na série Body Party da Teen Vogue, sobre positividade do corpo.
Ela também estrelou uma série da Teen Vogue chamada "Body Party".
Além disso, Ferreira interpretou Ella em dois episódios da série Divorce da HBO, e esteve entre as estrelas da série Euphoria, também da HBO, interpretando a colegial Kat. Em agosto de 2022, Ferreira anunciou que não retornaria a Euphoria para sua terceira temporada devido a supostas divergências com o criador da série Sam Levinson. Ela fez sua estreia no cinema em Unpregnant, ao lado de Haley Lu Richardson, para a HBO Max. Além de ter tido um pequeno papel no filme Não! Não Olhe!, de Jordan Peele.
Em 29 de agosto de 2022, foi anunciado que Ferreira se juntaria a Ariana DeBose no próximo thriller psicológico da Amazon Prime, House of Spoils.

## Filmografia

### Televisão
| Ano       | Título         | Papel                     | Notas                                        |
| --------- | -------------- | ------------------------- | -------------------------------------------- |
| 2018      | Divorce        | Ella                      | 2 episódios: "Breaking the Ice"; "Losing It" |
| 2019–2022 | Euphoria       | Katherine "Kat" Hernandez | Elenco principal (1ª e 2ª temporada)         |
| 2022      | The Afterparty | Willow                    | Episodio: "Danner"                           |

### Filmes
| Ano  | Título           | Papel         | Notas                         |
| ---- | ---------------- | ------------- | ----------------------------- |
| 2020 | Unpregnant       | Bailey Butler | Elenco principal              |
| 2022 | Não! Não Olhe!   | Nessie Leslie | Elenco recorrente             |
| 2024 | Um pai para Lily | Lily Trevino  | Elenco principal Protagonista |